# یوشیئوکا، گونما
یوشیئوکا، گونما (به لاتین: Yoshioka, Gunma) یک منطقهٔ مسکونی در ژاپن است که در استان گونما واقع شده‌است. یوشیئوکا ۲۰٫۴۶ کیلومترمربع مساحت و ۲۰٬۸۴۷ نفر جمعیت دارد.